# René Tavernier (geoloog)

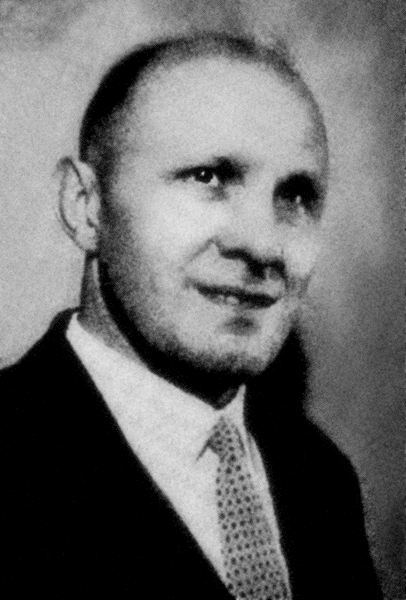
René Tavernier

René Tavernier (Nevele, 26 augustus 1914 – Gent, 19 november 1992) was een Belgisch geoloog en stratigraaf. Hij was hoogleraar aan de Rijksuniversiteit Gent, corresponderend lid van de Koninklijke Vlaamse Academie van België voor Wetenschappen en Kunsten, en een van de stichters van de Belgische Bodemkundige Vereniging.
Hij was betrokken bij de voorbereiding van een bodemtaxonomie en bij de realisatie van de bodemkaarten van België en van de Europese Gemeenschap. Hij richtte het Internationaal Bodemkundig Centrum aan de Rijksuniversiteit Gent op voor studenten uit ontwikkelingslanden en slaagde erin het belang van de geologische bodemkennis aan te tonen bij belangrijke landbouwontwikkelingsprojecten.

## Biografie
René Tavernier werd geboren op 26 augustus 1914 in Nevele als zoon van een veearts. Hij volgde les aan het Sint-Lievenscollege in Gent en studeerde nadien aard -en delfstofkunde aan de Rijksuniversiteit Gent. Zijn academische carrière startte in 1937 met zijn benoeming tot assistent aan het laboratorium voor Aardkunde aan de Rijksuniversiteit Gent (RUG). Na zijn doctoraat werd hij suppleant voor de cursus fysische aardrijkskunde. In 1943 werd hij werkleider en in 1944 docent bij het Laboratorium van Fysische Aardrijkskunde, waar hij in 1948 tot gewoon hoogleraar werd benoemd. In het begin van zijn carrière doceerde hij louter in de fysisch-aardrijkskundige richting. In 1952 werd zijn leeropdracht uitgebreid naar de geologie. Vanaf 1955 werd hij belast met het doceren van zuiver geologische vakken. Van 1943 tot 1950 was hij bij de Belgische Geologische Dienst belast met de bedeling van drinkwater voor de geallieerde troepen en van koelwater voor het zware luchtafweergeschut.
Tavernier werd op 8 oktober 1955 corresponderend lid aan de Koninklijke Vlaamse Academie van België voor Wetenschappen en Kunsten, werkend lid op 20 september 1958 en bestuurder in 1967. Hij was eveneens lid van de Koninklijke Academie voor Overzeese Wetenschappen en van de 'International Union of Soil Sciences (IUSS). Hij was voorzitter van de IUSS van 1950 tot 1954 en werd in 1986 verheven tot erelid. Tavernier was een van de stichters van de Belgische Bodemkundige Vereniging en zetelde er van 1950 tot 1958 als secretaris-generaal. Hij was verder ook lid van het Koninklijk Nederlands Aardrijkskundig Genootschap, de Amerikaanse Society of Economic Paleontologists and Mineralogists, de Koninklijke Zweedse Academie voor Land- en bosbouw en corresponderend lid van de Académie d'Agriculture de France. Hij was ook Commandeur in de Orde van Verdienste van het Groothertogdom Luxemburg.

## Werk
René Tavernier ontving in 1935 voor zijn licentiaatsverhandeling de Mac Leodprijs, genoemd naar Julius Mac Leod, hoogleraar aan de Rijksuniversiteit Gent. Zijn doctoraal onderzoek werd in 1948 bekroond met de prijs Baron van Ertborn. Beide verhandelingen waren studies van de neogene afzettingen in België. De neogene zanden werden bestudeerd op basis van hun gehalte aan zware mineralen. Op deze manier wist René Tavernier een onderscheid te maken tussen de mariene en continentale zanden van Laag-België en het herkomstgebied van deze zanden vast te leggen.
Zijn geologische belangstelling had betrekking op de sedimentologie van de Cenozoïsche formaties van het Noordzeebekken, het Kwartair in België, de fossiele periglaciale structuren, de evolutie van het Scheldebekken in de loop van het Kwartair en van de kustvlakte tijdens het Holoceen, de schommelingen van het zeeniveau, enz.
Onder impuls van Professor Victor Van Straelen werd in 1946 het Comité voor de Opname van de Bodem- en Vegetatiekaart van België opgericht. Het project, dat startte in 1947, werd gesubsidieerd door het Instituut tot Aanmoediging van het Wetenschappelijk Onderzoek in Nijverheid en Landbouw (IWONL). Voor wat de bodemkaart betreft werden aanvankelijk de opnamen individueel uitgevoerd door drie centra : Leuven, Gembloux en Gent. Als verantwoordelijke voor het centrum Gent zag René Tavernier van meet af aan de noodzaak in van coördinatie. Hij streefde ernaar één nationaal centrum uit te bouwen. René Tavernier werd vanaf 1950 directeur van het Centrum voor Bodemkartering (C.V.B.) met als voornaamste opdracht de bodemkaarten op te nemen, een nationale legende uit te werken en de activiteiten op nationaal vlak te coördineren. Dit werk werd bekroond met de tienjaarlijkse prijs voor Geologische Wetenschappen in 1968. De C.V.B bleef actief tot zijn ontbinding in 1976.
René Tavernier nam in 1950 deel aan de organisatie van het 4th Congress of the International Soil Science Society in Amsterdam. Op het congres werd hij verkozen tot Voorzitter van ISSS. Naar aanleiding van het 5de ISSS congres, dat in 1954 in Léopoldville (Kinshasa) plaatsvond, werkte hij in samenwerking met het Nationaal Instituut voor Landbouwstudies in Belgisch Congo (INEAC-NILCO)  aan een classificatie systeem voor tropische bodems. Sinds 1951 werkte René Tavernier ook samen met de USDA Soil Conservation Service bij de voorbereiding van een Bodemtaxonomie.
Tussen 1952 en 1958 was hij lid van de Geologische Raad en werd hij belast met het opstellen van de stratigrafische schaal van het Kwartair. In 1957 hebben Jean de Heinzelin de Braucourt en René Tavernier het Holoceen ook wel Flandrien genoemd op basis van transgressie sedimenten in Vlaanderen. Het Flandrien is ondertussen, ook als synoniem, geheel in onbruik geraakt.
In 1958 was René Tavernier lid van het bestuurscomité van het Nationaal Instituut voor Landbouwstudies in Belgisch Congo (INEAC-NILCO). In 1960 richtte hij het Internationaal Bodemkundig Centrum aan de RUG op. Dit centrum ten dienste van de Derde Wereld startte in 1963 met een postgraduaat cursus. Hij slaagde erin het belang van geologische bodemkennis aan te tonen bij belangrijke landbouwontwikkelingsprojecten.
Binnen de Europese Gemeenschap werd hij in 1980 gevraagd om een bodemkaart op te stellen van de EG op schaal 1:1.000.000. Dit werk werd voltooid in 1985.

## Publicaties
Een lijst van Taverniers publicaties in boek- en artikelvorm tot 1960 zijn te vinden in het Liber memorialis Rijksuniversiteit te Gent, 1960, pp. 231–234. Een niet-exhaustieve lijst van werken die door de Universiteitsbibliotheek Gent worden verzameld zijn raadpleegbaar op de Digitale catalogus UGent.

## Verder lezen
- Gabriels, Donald, "In memoriam René J. Tavernier" in: IUSS Bulletin, 82-83 (1992-1993), pp. 91–92.
- Groessens, Eric en Groessens-Van Dyck, Marie-Claire, "De Aardwetenschappen" in: Robert Halleux et al. (red.), Geschiedenis van de wetenschappen in België, 1815-2000, vol 2, Brussel, Dexia/La Renaissance du Livre, 2001, pp. 219–233.
- Geukens, Fernand, "In Memoriam René Tavernier", in: Jaarboek 1993-1996, Brussel: KVAB, pp. 99–100.
- "Tavernier René", in: De Koninklijke Vlaamse Academie van België voor wetenschappen en kunsten en haar leden, Koninklijke Vlaamse Academie van België voor wetenschappen en kunsten, 2010, pp. 251–252.
- Luykx, Theo (red.), "René Tavernier" in: Liber memorialis Rijksuniversiteit te Gent, 1960, pp. 229–234.
- De Moor, Guy, "In Memoriam Em. Prof. Dr. René Tavernier", in Tijdschrift van de Belgische Vereniging voor Aardrijkskundige Studies (BEVAS) / Bulletin de la Société Belge d'Etudes Géographiques (SOBEG), 1993/1, pp. 7–10